# Ratsgymnasium Peine
Das Ratsgymnasium Peine ist ein Ratsgymnasium in der Kreisstadt Peine, das 2018 als eine „Europaschule in Niedersachsen“ zertifiziert wurde.

## Geschichte
Das Gebäude des Ratsgymnasiums Peine wurde im Jahr 1895 erbaut. Der Standort befindet sich auf ehemaligen Kiesteichen, die mit Erde aus den Wallanlagen des ehemaligen Peiner Schlosses aufgefüllt wurden. Beim Schulbau wurden im Aushub des Erdreiches bedeutende Fundstücke geborgen, die heute im Kreismuseum des Landkreises Peine ausgestellt werden. Damals setzte die Schule ihren Schwerpunkt auf Naturwissenschaften und Mathematik.
1933 wurde neben dem Schulgebäude eine Kaserne für SA-Truppen errichtet. Später diente sie als Feuerwache; heute befinden sich dort Kunst- und Werkräume des Gymnasiums. An der SA-Kaserne ereigneten sich Protestkundgebungen, als Einwohner der Stadt Peine gegen die Verhaftung sozialdemokratischer Stadtverordnete und anderer SPD- und KPD-Mitglieder protestierten.
Nach dem Zweiten Weltkrieg richteten US-amerikanische Einheiten im Ratsgymnasium ihr Hauptquartier für den Landkreis Peine ein. Dabei wurde es auch als Lazarett und als Unterkunft für die stationierten Truppen benutzt, was aber nur ein halbes Jahr bestehen blieb. Danach wurde der Schulbetrieb wieder aufgenommen.
Das Ratsgymnasium wurde in den 1970er Jahren umgebaut. Dabei wurde die Fassade erneuert und zusätzlich ein Gebäudeflügel für die Orientierungsstufe am Schlossberg angebaut. Knapp 40 Jahre später beschloss die Stadt Peine, beim Ratsgymnasium eine Erneuerung vorzunehmen. Im Zuge dieser Umbaumaßnahme wurde die benachbarte Feuerwache modernisiert und im Erdgeschoss ein Werkraum eingerichtet. Im Obergeschoss befand sich eine Cafeteria, die nun im Gebäudeflügel der ehemaligen Orientierungsstufe zu finden ist und vom paritätischen Dienst Peine betreut wird.
Am 27. August 2018 wurde das Ratsgymnasium  zu einer Europaschule ernannt. Damit werden die Schüler in Europakompetenzen trainiert und ihre Mehrsprachigkeit gefördert.
Seit Februar 2022 ist das Ratsgymnasium Peine eine Erasmus+ Schule. Dadurch erhofft sich die Schule weitere Digitalisierung und Internationalisierung. Die Ziele des Erasmus+-Projekts sind die Förderung von Auslandspraktika und die Vertiefung der digitalen Kompetenzen von Lehrern und Schülern durch (digitale) Austauschprojekte sowie Themen der Nachhaltigkeit und Förderung mentaler Gesundheit.

## Partnerschulen
Die Schule unterhält Partnerschaften mit folgenden Schulen:
- Stephaneum in Aschersleben (Deutschland)
- Collège de l’Assomption in Colmar (Frankreich)
- IES Prado de Santo Domingo in Alcorcón (Spanien)
- Heinolan Lukio in Heinola (Finnland)
- Nanchang Foreign Language School in Nanchang (China)

## Austauschprogramme
Die Schule betreibt folgende Austauschprogramme:
- Englandfahrt nach Hastings (Jahrgang 7)
- Wochenausflug nach Frankreich, Colmar (Jahrgang 7)
- dreiwöchiger Austausch mit Frankreich, Colmar (Jahrgang 8)
- Lateinfahrt nach Xanten (Jahrgang 8)
- einwöchiger Austausch mit Spanien, Alcorcón (Jahrgang 9)
- einwöchiger Finnlandaustausch nach Heinola (Jahrgang 10+11)
- zweiwöchiger China-Austausch, Nanchang (Jahrgang 10+11)